# Verklungene Melodie
Verklungene Melodie ist ein deutscher Spielfilm von Viktor Tourjansky aus dem Jahr 1938.

## Handlung
Auf dem Flugplatz von Sandar in Afrika landen innerhalb kurzer Zeit zwei Flugzeuge. Das erste ist die Maschine des Unternehmers Thomas Gront und das zweite ist ein Linienflug der „Air Afrique“. Deren Passagiere erfahren im Restaurant, dass das Anschlussflugzeug wegen eines Unwetters nicht starten darf. Da Thomas Gront aber wegen dringender geschäftlicher Termine unbedingt nach Berlin muss, beschließt er, trotzdem zu fliegen. Barbara Lorenz, die mit im Linienflugzeug saß, überzeugt ihn, sie mitzunehmen, da sie zu ihrem kranken Kind will. Obwohl Thomas ein ausgezeichneter Pilot ist, muss er auf Grund des starken Windes notlanden. Hier gesteht ihm Barbara, dass die Geschichte mit dem Kind erfunden war und sie nur nach Berlin will, um Schauspielerin zu werden. Entsetzliche Tage voll Durst und weiterer Entbehrungen folgen. Von allen Versuchen, auf sich aufmerksam zu machen, hilft nur ein großes Feuer, was mit den Resten des Flugzeuges gefüttert wird. Sie werden gerettet.
Die Nachricht von dem Unglück ist bis Berlin vorgedrungen. Gronts Freundin Olga interessiert sich nur dafür, dass dieser mit einer Frau verschollen ist. Sein Bruder Werner denkt nur an den Betrieb. Der Journalist Steffken denkt dabei nur an die Schlagzeilen, die er so aufbauscht, dass ihn Werner dafür zur Rechenschaft zieht. Dann wendet er sich an Olga, um sie für eine Rettungsaktion zu überreden. Diese lehnt aber ab und von der Idee die ihr von Thomas geschenkten Perlen zu verkaufen, hält sie überhaupt nichts.
Nach der Rettung wieder zurück in Berlin, kümmert sich Thomas erst einmal nur um die Firma. Dabei merkt er nicht, dass Barbara von ihm umsorgt sein möchte. Olga und Steffken haben mit Besorgnis die Entwicklung der Dinge verfolgt, und besonders Olga kann es nicht verstehen, dass sich Thomas von ihr abwendet. Als dieser von einer Geschäftsreise wiederkommt, geht er eines Abends mit Barbara und seinem Bruder aus. Aber auch Olga und Steffken sitzen im gleichen Lokal. Als Werner mit Barbara tanzt, nutzt Olga die Gelegenheit, sich Thomas wieder zu nähern. Leider mit wenig Erfolg. Die folgende Aussprache zwischen Thomas und Barbara bringt keinen Erfolg, da Thomas glaubt, nicht in das Leben dieses Mädchens eingreifen zu dürfen. Am nächsten Morgen macht Werner seinem Bruder die bittersten Vorwürfe über sein Verhalten und als sie merken, das Barbara das Haus verlassen hat, ist der Bruch auch zwischen den Brüdern da.
Lange Zeit später, als Thomas geschäftlich in New York ist, trifft er Barbara wieder. Sie ist keine große Schauspielerin geworden, hat geheiratet und ist Mutter eines Kindes. Auf dem Weg in Barbaras Wohnung erfährt er, dass ihr Junge sehr schwer erkrankt ist. Umgehend ruft er Hilfe und schafft die besten Ärzte an das Krankenlager. Diese gemeinsame Sorge bringt die beiden wieder einander näher. Bobby ist gesund geworden und hat Onkel Thomas ins Herz geschlossen, da sein Vater auf einer Tournee ist. Da Sylvester vor der Tür steht, will Thomas den Tag mit Barbara verbringen. Eine Kapelle spielt den „Mitternachtswalzer“, den sie am letzten Abend in Berlin getanzt haben. Diesmal ist es Thomas, der dieser Frau und dem Zauber der Musik unterliegt und findet endlich die Worte, die ihm damals fehlten. Sie verspricht mit ihm zu gehen.
Am nächsten Morgen sagt sie ihm aber, dass sie sich nach reiflicher Überlegung entschieden habe, bei ihrem Mann und dem Kind zu bleiben. Bis aufs Innerste aufgewühlt steht Thomas da, aber Barbara weiß, dass er sie verstanden hat.

## Produktion
Verklungene Melodie ist ein Schwarzweißfilm, der in Algerien, New York City und Berlin unter dem Arbeitstitel Mitternachtswalzer gedreht wurde. Er hatte am 25. Februar 1938 im Berliner Gloria-Palast Premiere.

## Kritik
Das Lexikon des internationalen Films bezeichnete den Film als ein von einem schmachtenden Song begleitetes Melodram, vollgestopft mit Talmi-Eleganz und -Gefühlen.